# 國道264號

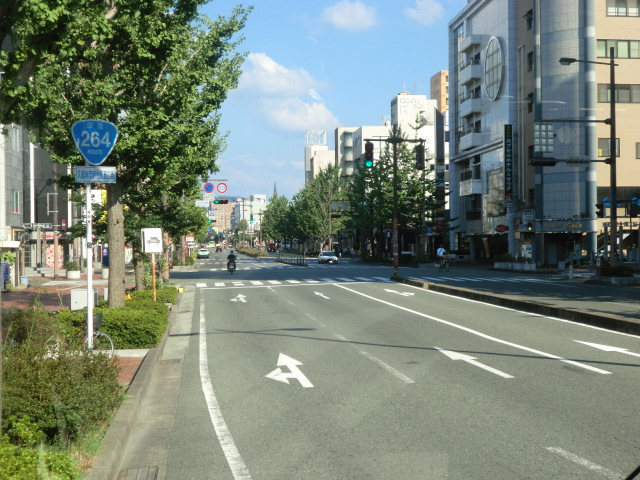
久留米市日吉町

國道264號是佐賀縣佐賀市至福岡縣久留米市的一般國道。豆津橋至繩手町交差點（久留米市）間，車流量大、2車道的道路線形不佳，使早晚交通壅塞。因此，豆津橋東詰交差點至本町交差點間建有繞道。

## 概要
- 起點：佐賀縣佐賀市（國立醫院前交差點＝國道34號交點、國道203號、國道263號終點）
- 終點：福岡縣久留米市（六ツ門交差點＝國道209號交點）
- 總長：26.4 km[1][注釈 1]
- 共線長：無
- 未通車長：無
- 實長 : 26.4 km
  - 現道 : 26.4 km
  - 舊道：無
  - 新道：無
- 指定區間：無

## 沿革
- 1963年4月1日：編為二級國道264號佐賀久留米線（佐賀縣佐賀市 - 福岡縣久留米市）。
- 1965年4月1日：編為一般國道264號。

## 路線狀況

### 繞道
- 豆津繞道：跨越筑後川的豆津橋久留米側直線連接縣道23號的繞道。2012年3月24日全線通車、同時縣道23號本町四丁目交差點至明治通本町交差點間編為國道264號繞道。
- [2]

### 別名
- 堀江通（佐賀市）
- 紡績通（佐賀市）
- 貫通道路（佐賀市）
- 東銀杏通（佐賀市）
- 水天宮（久留米市）
- 明治通（久留米市）
- 豆津繞道（久留米市）

此外，當地人有一非正式稱呼「江見線」。

## 地理

### 通過行政區
- 佐賀縣
  - 佐賀市 - 神埼市 - 三養基郡三養基町
- 福岡縣
  - 久留米市

### 交匯道路
- 國道34號（國道203號重複）、國道263號（佐賀市、國立醫院前交差點）
- 國道207號、佐賀縣道54號西與賀佐賀線（佐賀市、與賀町交差點）
- 佐賀縣道30號佐賀川副線（佐賀市、片田江交差點）
- 佐賀縣道51號佐賀脊振線（佐賀市、構口交差點）
- 佐賀縣道48號佐賀外環狀線（神埼市、西原之町交差點 - 千代田町姊交差點）
- 佐賀縣・福岡縣道15號佐賀八女線（神埼市、東原之町交差點）
- 國道385號（神埼市、城東橋交差點）
- 國道385號（三田川繞道）（神埼市、藤之木交差點）
- 佐賀縣道・福岡縣道19號諸富西島線（三養基郡三養基町西島）
- 佐賀縣道22號北茂安三田川線（三養基町、豆津橋交差点）
- 福岡縣道47號久留米城島大川線（福岡縣久留米市大石町）
- 福岡縣道23號久留米柳川線（久留米市、本町交差點）
- 國道209號（久留米市、六門交差點）

## 腳註

### 來源
1. ↑   (PDF). 道路統計年報2015. 国土交通省道路局: 14.   [2016-11-22]. （原始内容存档 (PDF)于2016-04-05）.
2. ↑  久留米県土整備事務所[永久] 平成24年3月13日付広報、福岡県公報[永久] 平成24年3月23日第3379号告示第484号